# زعزعة الاستقرار
يمكن تطبيق مصطلح زعزعة الاستقرار على مجموعة كبيرة من السياقات مثل محاولات تقويض السلطات السياسية أو العسكرية أو القوة الاقتصادية.
في نطاق علم النفس، يمكن أن تُستخدم مصطلح «زعزعة الاستقرار» باعتباره أسلوبًا لغسيل دماغ الضحايا وإساءة معاملاتهم لتضليلهم ولإضعافهم. فمثلًا في سياق التنمر الوظيفي أو التنمر في بيئة العمل، فإن مظاهر القلقلة والاضطراب التي تطال بعض الموظفين من المحتمل أن تشمل:
- الإخفاق في الاعتراف بالأداء الجيد للموظف والتقليل من الجهود التي بذلها لأداء مهام عمله.
- تكليفه بمهام عديمة الجدوى.
- تحجيم نطاق المسؤولية الملقاة على عاتقه بدون إخطاره.
- التذكير المتكرر بالأخطاء التي ارتكبها.
- وضع العراقيل والصعوبات بصفة مستمرة أمامه حتى يفشل.
- تغيير الأهداف المقررة بدون إخطار.
- المحاولات المستمرة والمستميتة لتحطيم معنوياته.

بالإضافة إلى ما سبق، يمكن أن يكون «زعزعة الاستقرار» أحد الأعراض الشديدة لمتلازمة إزالة التثبيط والتي تعني عدم قدرة الفرد على السيطرة على مشاعره، أو على ضبط نفسه، أو على تطوير أدائه الوظيفي. ومن المحتمل أن تكون هذه الحالة عارضة أو أن تدوم لعدة أشهر وربما سنوات. الأمر الذي يتطلب رعاية طبية بواسطة أحد الممارسين الذي يكون على دراية بماهية الاضطراب العصبي لدى الشخص المصاب.
وكذلك هناك ما يُعرف بالانفتاح الفكري (عدم الجمود الفكري) في علم النفس والذي يعني أن يكون الشخص متقبلاً لأنواع شتى من التغيير والتحول. وهذا يمكن أن يُستخدم في التصدي لظاهرة زعزعة الاستقرار السياسي وذلك من خلال تقديم أراء توافقية بخصوص مشكلة ما.